# Podtrpaslík typu B

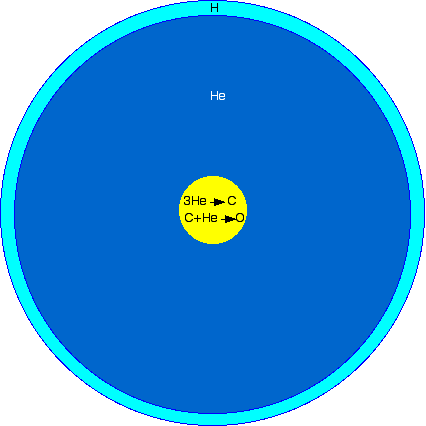
Schematický řez trpaslíkem typu B

Podtrpaslík typu B je typ hvězdy podtrpaslík se spektrem typu B. Tyto hvězdy patří do horizontální větve hvězd Hertzsprungova–Russellova diagramu a reprezentují brzký stupeň ve vývoji některých hvězd, který vzniká pokud červený obr ztratí vnější vodíkové vrstvy ještě předtím než v jádru začne probíhat fúze hélia. Důvody této předčasné ztráty hmoty jsou neznámé, ale jedním ze základních mechanismů tohoto děje může být interakce hvězd v systémech dvojhvězd. Osamělí podtrpaslíci mohou být výsledkem splynutí dvou bílých trpaslíků. Podtrpaslíci typu B, kteří jsou jasnější než bílí trpaslíci, jsou významnou součástí populací horkých hvězd starých systémů jako jsou kulové hvězdokupy, jádra spirálových a eliptických galaxií. Převládají na ultrafialových fotografiích.
Předpokládá se, že SDB hvězdy se stanou bílými trpaslíky bez přechodu na obry.
Hmota těchto hvězd je přibližně polovina hmoty Slunce, přičemž obsahují pouze 1% vodíku a zbytek tvoří helium. Jejich průměr je od 0,15 do 0,25 slunečního průměru a teplota od 20 000 do 40 000 K. Do této skupiny patří například V391 Pegasi, HW Virginis a V1093 Herculis.